# Hypostomus ammophilus
Hypostomus ammophilus és una espècie de peix de la família dels loricàrids i de l'ordre dels siluriformes.